# 회남도
회남도(淮南道)는 당나라 시기 설치된 중국의 옛 행정 구역으로 지금의 안후이성, 장쑤성에서 회수, 장강 사이의 지역, 그리고 후베이성 황강시, 우한시의 장강 이북 지역, 샤오간시, 허난성 신양시 동부 지역을 통치했다.

## 연혁
수말당초에는 두복위가 회남의 대부분을 차지하고 있었고, 지금의 후베이성에 속한 지역은 주찬, 왕세충이 차지하고 있었다. 620년(당 고조 무덕 3년), 두복위가 투항하면서 대부분의 지역이 당나라로 편입되었다.

## 행정구역
양주(揚州) · 초주(楚州) · 저주(滁州) · 화주(和州) · 호주(濠州) · 여주(廬州) · 수주(壽州) · 광주(光州) · 기주(蘄州) · 신주(申州) · 황주(黃州) · 안주(安州) · 서주(舒州)
당말에는 다음과 같은 방식으로 절도사에 내속되었다.
| 절도사       | 중심지 | 속주 |
| ------------ | ------ | --- |
| 회남절도사   | 양주   | 양주(揚州) · 초주(楚州) · 저주(滁州) · 화주(和州) · 서주(舒州) · 수주(壽州) · 여주(廬州)                                                           |
| 무녕군절도사 | 서주   | 서주(徐州) · 사주(泗州) · 호주(濠州) · 숙주(宿州). 호주를 제외한 모든 주는 하남도에 속했다.                                                        |
| 무창군절도사 | 악주   | 악주(鄂州) · 악주(嶽州) · 기주(蘄州) · 황주(黃州) · 안주(安州) · 신주(申州) · 광주(光州). 여기서 악주(鄂州)와 악주(嶽州)는 회남도에 속하지 않았다. |